# Reza Rahadian

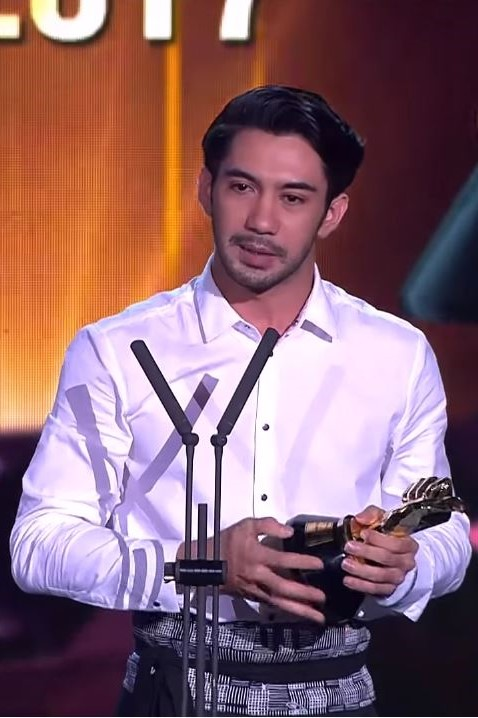
Reza Rahadian, 2021

Reza Rahadian (* 5. März 1987 in Bogor) ist ein indonesischer Schauspieler, der seinen Durchbruch mit dem Film Perempuan Berkalung Sorban erlangte.

## Leben
Reza Rahadian Matulessy ist der Sohn von Rahim und Pratiwi Widiantini Matulessy. Als er ein Baby war, trennten sich seine Eltern. Seitdem war seine Mutter alleinerziehend. Er wuchs bei seiner Großmutter in Bogor, West-Java auf. Er hat einen kleinen Bruder, der im Moment in den USA studiert.

## Karriere

### Beginn der Schauspielkarriere
Reza wollte wegen des Disney-Zeichentrickfilms König der Löwen Schauspieler werden. Er trat deshalb der Theater-Gruppe seiner Oberschule bei. Als Schüler gewann er den Titel Favorite-Model im Model-Wettbewerb Top Guest Aneka 2004. Sein Debüt als Schauspieler gab er 2004 in der Seifenoper Culunnya Pacarku. Er bekam zudem kleinere Rollen in den Seifenopern Bidadari und Idola. Danach bereicherte er seine Karriere als Schauspieler durch verschiedene Rollen in Kinofilmen. Er begann 2007 mit dem Film von Regisseur Toto Hoedi Film Horor. Danach spielte er 2008 in seinem zweiten Kinofilm Pulau Hantu 2 mit.

### Durchbruch
Seinen Durchbruch in Indonesien schaffte er 2009 mit Perempuan Berkalung Sorban (Frau mit Turban) des Regisseurs Hanung Bramantyo. Im 54. Film Festival Indonesia wurde er im Alter von nur 22 Jahren für die beste männliche Nebenrolle in jenem Film ausgezeichnet. Daneben wurde er auch für die beste männliche Hauptrolle für seinen anderen Film Emak Ingin Naik Haji (Mutti will die Haj machen) nominiert. Seitdem färbt er durch seine abwechslungsreichen Rollen in Kinofilmen die Filmindustrie Indonesiens und bietet Filmfans spannende Unterhaltung.

### Habibie-Trilogie
In der Habibie-Trilogie verkörperte Reza Rahadian den ehemaligen Präsidenten und Volkshelden Indonesiens, B.J. Habibie. Den Film Habibi & Ainun aus dem Jahr 2012, der die endlose Liebe zwischen Habibie und seiner Frau Hasri Ainun Habibie erzählte, sahen 4.583.641 Zuschauer. Dank seiner Besetzung mit der Schauspielerin und Sängerin Bunga Cinta Lestari wurde es der meistgeschaute Kinofilm 2012 in Indonesien. 2016 kam der der zweite Film über Habibi, Rudy Habibie, ins Kino. Dieser Film erzählt die Vorgeschichte des ersten Filmes und zeigt das Studentenleben von B.J. Habibie in Deutschland. Reza Rahardian und die Schauspielerin Chelsea Islan schafften es 2.010.072 Zuschauer mit der Liebesgeschichte des jungen Habibie zu unterhalten. Der dritte Film der Reihe Habibi & Ainun 3 konzentriert sich auf das Leben der jungen Ainun, deren Rolle die Schauspielerin Maudy Ayunda spielte. In dem dritten Film erfährt man ihr Leben als Schülerin der Oberschule und Medizinstudentin. Der dritte Film lockte insgesamt 2.242.782 Zuschauer an die Kinokassen.

## Arbeit als Regisseur
Reza versucht auch als Regisseur von Filmproduktion mitzuwirken. 2013 drehte er die zwei Episodenfilme Wanita tetap Wanita (Frauen bleiben Frauen) und Isyarat (Zeichen). 2020 arbeitete er wieder mit der Bankerin und Schriftstellerin Ika Natassa zusammen, mit der er schon 2017 und 2019 an den Romanverfilmungen von Critical Eleven und Twivortiare als Schauspieler zusammenarbeitete. Ika Natassa unterstützte ihn beim Drehbuch der Mini-Serie Sementara Selamanya. Bei dieser Mini-Serie traf er auch wieder mit der Schauspielerin Laura Basuki zusammen, mit der er 2010 in 3 Hati Dua Dunia Satu Cinta (3 Herzen, 2 Welten, 1 Liebe) gespielt hatte. Jene Mini-Serie wurde auf der Online-Video-Plattform vidio ausgestrahlt.

## Filmografie (Auswahl)
- 2007: Film Horor
- 2008: Pulau Hantu 2
- 2009: Emak Ingin Naik Haji
- 2009: Perempuan Berkalung Sorban
- 2012: Habibie & Ainun
- 2013: Wanita Tetap Wanita
- 2015: Battle of Surabaya
- 2016: Rudy Habibie
- 2016: My Stupid Boss
- 2017: Critical Eleven
- 2019: Habibie & Ainun 3
- 2019: Twivortiare
- 2019: My Stupid Boss 2
- 2020: Toko Barang Mantan
- 2021: Seperti Dendam Rindu Harus Dibayar Tuntas
- 2022: What We Lose to Love
- 2023: 24 Stunden mit Gaspar